# Wąsonos
Wąsonos (Mystacina) – rodzaj ssaków z rodziny wąsonosowatych (Chiroptera).

## Rozmieszczenie geograficzne
Rodzaj obejmuje gatunki występujące wyłącznie na Nowej Zelandii.

## Morfologia
Długość ciała (bez ogona) 60–90 mm, długość ogona 7–15 mm, długość ucha 17,4–19,1 mm, długość tylnej stopy około 6 mm, długość przedramienia 36,9–47,5 mm, rozpiętość skrzydeł 280–310 mm; masa ciała 10–24 g.

## Systematyka
Rodzaj zdefiniował w 1843 roku angielski  zoolog John Edward Gray w rozdziale o tytule Fauna Nowej Zelandii opublikowanym w publikacji pod redakcją Ernsta Dieffenbacha o tytule Podróże po Nowej Zelandii, w tym materiały dotyczące geografii, geologii, botaniki i historii naturalnej tego kraju. Gatunkiem typowym jest (oryginalne oznaczenie) wąsonos mniejszy (M. tuberculata).

### Etymologia
- Mystacina: gr. μυσταξ mustax, μυστακος mustakos ‘wąsy’; łac. przyrostek -ina ‘należące do, odnoszące się do’[9].
- Mystacops: rodzaj Mystacina J.E. Gray, 1843; gr. ωψ ōps, ωπος ōpos ‘wygląd’[9].

### Podział systematyczny
Do rodzaju należą następujące występujące współcześnie gatunki:
| Grafika | Gatunek               | Autor i rok opisu | Nazwa zwyczajowa | Podgatunki         | Rozmieszczenie geograficzne | Podstawowe wymiary                                        | Status IUCN |
| ------- | --------------------- | ----------------- | ---------------- | ------------------ | --- | --------------------------------------------------------- | ----------- |
|         | Mystacina tuberculata | J.E. Gray, 1843   | wąsonos mniejszy | 3 podgatunki       | Wyspa Północna (z wyspą Little Barrier), Wyspa Południowa oraz wyspa Codfish                                                               | DC: 6–7 cm DO: 0,6–0,8 cm DP: 3,7–4,7 cm MC: 10–22 g      | VU          |
|         | Mystacina robusta     | Dwyer, 1962       | wąsonos większy  | gatunek monotypowy | może nadal występować na wyspie Big South Cape i pobliskiej wyspie Putauhina lub innych wyspach u wybrzeży Wyspy Stewart; być może wymarły | DC: 7–9 cm DO: około 1,5 cm DP: 4,5–4,7 cm MC: około 24 g | CR          |

Kategorie IUCN:  VU  – gatunek narażony,  CR  – gatunek krytycznie zagrożony.
oraz jeden wymarły mioceński gatunek z Nowej Zelandii:
- Mystacina miocenalis Hand, D.E. Lee, T.H. Worthy, Archer, J.P. Worthy, Tennyson, Salisbury, Scofield, Mildenhall, Kennedy & Lindqvist, 2015